# Lipovec vára
Lipovec vára (horvátul: Stari grad Lipovec), várrom Horvátországban, a Szamoborhoz tartozó Mali Lipovec területén.

## Fekvése
Mali Lipovectől keletre, a falu feletti 582 méter magas hegytetőn állnak Lipovec várának maradványai.

## Története
A lipoveci birtokot IV. Béla király adományozta a tatárjárást követően az oklicsi vár urának Jaroszláv fia Ivánnak, hogy ott várat építsen. A vár 1251 körül épült fel. 1283-ban a Babonicsok birtoka lett, akik uradalmi központtá alakították. Mivel a Babonicsok a király ellen lázadtak 1326-ban Károly Róbert megtörte a család hatalmát, ekkor veszítték el Lipovecet is. 1349 körül már a Széchyek az urai, akik nevében Zempcsei-Szvetács nembeli Tybold Iván fia Leukus rendelkezik a vár felett. Ezt követően Mutinai Iván püspök és testvérei uralták, majd házasság révén a Frangepánoké lett. 1618-ban Oklicshoz hasonlóan már Lipovec is romokban állt.

## A vár mai állapota
A falu feletti 582 méter magas hegytetőn állnak Lipovec várának maradványai. A várat tulajdonosai ősi birtokközpontjuk Oklics várának mintájára építették fel. Alapterülete elég kicsi, felépítése eléggé felületesen történt. Okliccsal ellentétben úgy építették, hogy nagy távolságból nem is látható, csak amikor az ellenség már közvetlen közel ment hozzá. A várudvar bal oldalán egy palotaépület romja található, jobbra egy fallal elzárt részbe érünk, mely a várúr lakhelyeként szolgálhatott. A várnak ez a része mintegy sarkantyúszerűen a könnyebben megközelíthető oldal felé fordul. Nem világos, hogy a vár harcban vagy elhagyatottságában pusztult-e el. Falai helyenként még emeletnyi magasságban állnak. 